# Бамба Ассману Дрісса
Бамба Ассману Дрісса (фр. Bamba Assmanou Drissa, нар. 6 квітня 1984, Абіджан) — івуарійський футболіст, півзахисник. Відомий за виступами у складі низки туніських, єгипетських клубів та клубів із Саудівської Аравії. В Україні відомий насамперед виступами за луцьку «Волинь», у складі якої став срібним призером першості України у першій лізі.

## Клубна кар'єра
Народився Бамба Ассуману Дрісса 6 квітня 1984 року в місті Абіджан — на той час столиці та найбільшому місті Кот-д'Івуару. Розпочав кар'єру футболіста в івуарійському клубі АСК (Кокоді). Із 2005 року молодий півзахисник виступав за туніську команду «Монастір» із однойменного міста. Далі івуарієць поїхав до Саудівської Аравії, де виступав за клуб «Наджран» із однойменного міста. Після року перебування на Близькому Сході Бамба Ассману повернувся до Тунісу, але вже виступав за інший клуб — «Олімпік» із Беджі.
За рік івуарійський півзахисник отримав пропозицію від українського клубу першої ліги — луцької «Волині». В українській команді футболіст з африканського континенту дебютував у кубковій зустрічі проти криворізького «Кривбасу» 12 вересня 2009 року, а в чемпіонаті перший матч зіграв 18 вересня 2009 року проти «Севастополя». Незважаючи на схвальні відгуки про футболіста, івуарієць швидко покинув луцький клуб, зігравши лише у 6 матчах чемпіонату в першій лізі та 2 матчах Кубку України.
Після виступів в Україні Бамба Ассуману вдруге повертається до Саудівської Аравії, де протягом півроку виступає за «Аль-Таавун» із міста Бурайда. Далі шлях івуарійського напівоборонця проліг до Єгипту, де він протягом року виступав за клуб найвищого дивізіону «Телефонаат» із міста Бені-Суейф. Після закінчення сезону футболіст покинув єгипетський клуб, деякий час був вільним агентом, а на початку 2013 року після оглядин прийняв пропозицію румунського клубу «Васлуй». Але у румунського клубу розпочалися фінансові проблеми, у зв'язку із чим він був переведений у нижчий дивізіон, і Бамба Ассуману покинув «Васлуй». Після 2014 року дані за подальші виступи футболіста відсутні.